# Alemitu Hawi
Alemitu Hawi (ur. 14 listopada 1996) – etiopska lekkoatletka specjalizująca się w biegach długich. 
Srebrna medalistka mistrzostw Afryki w biegach przełajowych (2014). W tym samym roku sięgnęła po srebro w biegu na 5000 metrów podczas juniorskich mistrzostw świata w Eugene.
Medalistka mistrzostw Etiopii.

## Osiągnięcia
| Rok  | Impreza                                   | Miejsce   | Konkurencja         | Pozycja     | Wynik    |
| ---- | ----------------------------------------- | --------- | ------------------- | ----------- | -------- |
| 2013 | Mistrzostwa świata w biegach przełajowych | Bydgoszcz | bieg juniorek       | 10. miejsce | 18:35    |
| 2014 | Mistrzostwa Afryki w biegach przełajowych | Kampala   | bieg juniorek       | 6. miejsce  | 19:56    |
| 2014 | Mistrzostwa Afryki w biegach przełajowych | Kampala   | drużyna juniorek    | 2. miejsce  |          |
| 2014 | Mistrzostwa świata juniorów               | Eugene    | bieg na 5000 metrów | 2. miejsce  | 15:10,46 |

## Rekordy życiowe
- bieg na 1500 metrów – 4:13,44 (2013)
- bieg na 3000 metrów – 8:50,12 (2015)
- bieg na 5000 metrów – 15:10,13 (2016)